# 舊時正話
旧时正话，又称城话，是广东省茂名市电白区的一种官话方言。“旧时正话”意即以前的标准音，当地人认为这种方言是以前的读书音或者古代的官话，一度成为电白县的优势语言，但如今只有不到一万人可以说这种话，属于一种濒危语言。

## 起源与分布
旧时正话是明清时代通行于神电卫卫所，因此被称作城话。旧志认为这种方言是守城士兵带来的，但是守城士兵的来源有中原、浙闽两说，当地人认为是外籍官员带来，操旧时正话的华楼村民认为来自福建。电白受汉人开发的时间较晚，最早可考是宋徽宗末年至明末，较多来自福建，但从谱牒来看华楼村民祖上可能不讲旧时正话。神电卫是洪武二十七年（1394年）建立的抗倭卫所，洪武年间员额七千九百余人，实行子承父业的军户制，后来屡次被倭寇攻破，居民四散逃入山中，也因此播迁方言于县境。旧时正话曾经是卫所内、乃至于整个电白境内通行的标准音，也是当时电白的读书音，但如今卫所城里只有少数高龄老人会说这种话，绝大多数城里人改说闽语，并且由于“旧时”在当地白话中谐音“狗屎”，时常会被人调侃。
旧时正话目前仅通行于电白部分偏远乡村，并且往往也不是当地的唯一交际语言，许多地方的旧时正话正在被周边方言取代。仍然通行旧时正话的村落有：大衙镇的华楼大村、合丫河村、老里塘村、榕树仔村、山塘村、铺贝村、出米地村、秧坡地村（少数），马踏镇的石桥村、西河村、青麻园村，旦场镇的平湖村、白湖岭村、石坑村、杨屋村（部分）、灰窑屋村，麻岗镇的陈垌村、班戏坡村等地。另外有些村庄只有年长的老人讲旧时正话，年轻人已经改说其它方言，例如大衙镇的瑚璋塘村、麻岗镇的调王村。2000年代初的调查使用人口不到1万，2021年报道使用人数不足6000人。